# Roade
Roade es un pueblo y una parroquia civil del distrito de South Northamptonshire, en el condado de Northamptonshire (Inglaterra).

## Demografía
Según el censo de 2001, Roade tenía 2254 habitantes (1117 varones y 1137 mujeres). 410 de ellos (18,19%) eran menores de 16 años, 1642 (72,85%) tenían entre 16 y 74, y 202 (8,96%) eran mayores de 74. La media de edad era de 43,27 años. De los 1844 habitantes de 16 o más años, 365 (19,79%) estaban solteros, 1162 (63,02%) casados, y 317 (17,19%) divorciados o viudos. 1129 habitantes eran económicamente activos, 1095 de ellos (96,99%) empleados y otros 34 (3,01%) desempleados. Había 11 hogares sin ocupar y 962 con residentes.
| 345                         | 428 | 480 | 553 | 716 | 695 | - | - | 720 | 674 | 691 | 660 | 662 | 701 | - | 997 | 1534 |
| (Fuente: Vision of Britain) |     |     |     |     |     |   |   |     |     |     |     |     |     |   |     |      |